# Agentschap Binnenlands Bestuur
Het Agentschap Binnenlands Bestuur (ABB) is een agentschap van de Vlaamse overheid dat instaat voor het beleid omtrent lokale besturen (gemeenten, OCMW's en provincies), steden, gelijke kansen, integratie en inburgering, Brussel en de Vlaamse Rand.
Wat betreft de lokale besturen houden zijn taken onder meer in:
- Voorbereiding regelgeving: Decreet Lokaal Bestuur (voormalig: gemeentedecreet, OCMW-decreet en decreet intergemeentelijke samenwerking) en provinciedecreet
- Verdeling van fondsen en subsidies, in het bijzonder het Gemeentefonds
- Organisatie van de gemeenteraads- en provincieraadsverkiezingen (op basis van het Lokaal en Provinciaal Kiesdecreet van 2011), en de betrokkenheid van de Vlaamse overheid bij de verkiezing van het Vlaams Parlement (dat federaal georganiseerd wordt)
- Bestuurlijk toezicht op de lokale en provinciale besturen

Het agentschap werd opgericht bij besluit van de Vlaamse Regering van 28 oktober 2005; dit besluit is in werking getreden op 1 april 2006. Het heette aanvankelijk "Agentschap voor Binnenlands Bestuur", maar de naam werd in 2015 gewijzigd naar simpelweg "Agentschap Binnenlands Bestuur".
Het agentschap is onderverdeeld in negen subentiteiten (zoals gewijzigd in 2019):
- Stafdienst van de administrateur-generaal
- DigiTeam
- Personeel & Organisatie
- Beleidscoördinatie & Kenniscentrum
- Lokale Organisatie & Werking
- Lokale Samenwerking, Verzelfstandiging & Personeel
- Lokale Financiën
- Beleid Steden, Brussel & Vlaamse Rand
- Gelijke Kansen, Integratie & Inburgering

Het agentschap stelt elke drie jaar een Gemeentemonitor-Stadsmonitor op, op basis van een representatieve bevraging onder de bevolking per gemeente. Het geeft trends weer en vergelijkingen tussen gemeenten over alle relevante beleidsdomeinen. De laatste bevraging is gestart in maart 2023; de resultaten van het onderzoek werden in januari 2024 gepubliceerd.